# Villers-Grélot
Villers-Grélot és un municipi francès situat al departament del Doubs i a la regió de Borgonya - Franc Comtat. L'any 2017 tenia 152 habitants.

## Demografia
La població ha evolucionat segons el següent gràfic:
Habitants censats

## Poblacions més properes
El següent diagrama mostra les poblacions més properes.